# Compagnie centrale de tramways électriques
La Compagnie centrale de tramways électriques est une compagnie créée pour construire et exploiter des réseaux de tramways électriques. Elle exploitera les réseaux d'Angoulême et de Perpignan.

## Histoire
La compagnie est fondée chez maître Lavirotte, notaire à Lyon le 31 décembre 1897. Son siège social se trouve 19 rue Louis-le-Grand à Paris et dispose d'un capital est de 3 millions de francs divisé en 10 000 actions de 300 francs. Le directeur est Pierre-Marie Durand (1891-1951). Ce dernier est le beau-fils d'Étienne Laval, concessionnaire des tramways de Cherbourg et de Brest. Pierre Marie Durand fondera le groupe L'Énergie industrielle et sera administrateur de plusieurs réseaux de tramways.